# Banditismo nell'età moderna
Nel periodo tra la fine del Cinquecento e l'inizio del Seicento si assiste nell'area mediterranea a una diffusione del fenomeno del grande banditismo che assume proporzioni tali che gli storici hanno cercato di indagarne le cause e di analizzare gli strumenti messi in opera dai governi del tempo per reprimerlo. Il fenomeno riemerse nell'Ottocento e fu definito Brigantaggio postunitario e poi, nel secondo dopoguerra, in Sicilia e Sardegna.

## Violenza sociale o fenomeno politico?
Prima di trattare l'argomento gli storici avvertono che bisogna distinguere tra il banditismo come attività criminale pura e semplice e quello che come violenza sociale il potere politico ha spesso mascherato da fenomeno di delinquenza comune.
Il banditismo pur presentando una varietà di caratterizzazioni legate alla situazioni storiche e culturali delle società in cui si sviluppa, inteso come semplice fenomeno di criminalità, viene di solito concepito come un fenomeno unitario e costante nell'area mediterranea. Questo però non ci aiuta a capire perché questo fenomeno assuma talora, come alla fine del Cinquecento,  un aspetto macroscopico tale da interessare vaste aree territoriali.

## Cause politiche ed economiche
Lo storico si chiede allora quali sono le cause di queste manifestazioni criminali così vaste specialmente tra la fine del Cinquecento e gli inizi del Seicento. La risposta va ricercata nel fatto che questo è un periodo in cui lo Stato assoluto cerca di consolidarsi accentrando le sue strutture politiche ma in questo suo tentativo si scontra con la manifestazione di un banditismo generalizzato che invece mina e indebolisce il rafforzamento delle istituzioni politiche statali e che segna quindi l'ancora intrinseca debolezza del potere politico che, spesso a disagio nel controllare il fenomeno, arriva a punte estreme di crudele repressione proprio per mostrare una forza che ancora in effetti non ha.
Un'altra causa messa in evidenza da Villari è nella particolare situazione economica della fine del Cinquecento: quell'equilibrio iniziale tra produzione agricola e aumento della popolazione ora si rompe e iniziano a travagliare le popolazioni le carestie che causano con l'aumento dei prezzi squilibri e instabilità sociale. Certo, aggiunge lo storico tutto questo non spiega il fenomeno del banditismo «ma ne costituisce il quadro: senza queste precondizioni, il banditismo non avrebbe potuto arrivare a quelle punte così intense che raggiunse allora».

## Le cause sociali
Il banditismo nell'età moderna va quindi considerato nel suo insieme come un fenomeno parapolitico che coinvolge vari strati sociali, con connessioni e complicità tra signori e banditi, investe indifferentemente zone urbane e rurali e presenta talora una forza tale da vincere quella dello stesso Stato incapace ancora di mediare tra le classi sociali.
La stessa struttura dello Stato poi costituita da ordini chiusi e privilegiati rendeva difficile per gli offesi ricevere una giustizia equa e sicura al punto che la tentazione di farsi giustizia da soli diventava un'opzione spesso praticata per cui il banditismo trovava infatti alimento in tutti gli strati sociali e non solo, come si pensa, nelle aree rurali povere.
È il caso ad esempio del banditismo catalano costituito, sebbene le fonti li definiscano genericamente come agricolae,  da individui chiamati hereus (eredi) o secondogeniti di famiglie abbienti. Il banditismo, come osserva Xavier Torres i Sans in Faide e banditismo... (op.cit.) dipendeva tanto dalla incapacità e della scarsa compattezza delle strutture statali ma anche dai conflitti che sorgevano tra classi benestanti, dai signori feudali ai contadini ricchi, per motivi materiali e d'onore.
Si stabiliva spesso un'alleanza di complicità tra la classe feudale che aveva al suo servizio una sorta di esercito privato e i banditi che godevano della protezione offerta dai suoi privilegi, ambedue interessati a tenere in scacco la forza di uno Stato debole, incapace a mantenere l'ordine pubblico, quando non anch'esso colluso tramite i suoi funzionari con i banditi.

## Alfonso Piccolomini, duca di Montemarciano
Esemplare è il caso di Alfonso Piccolomini, per gli intrighi politici internazionali che ebbero al centro questo bandito.
Al tempo di papa Gregorio XIII tra le bande che scorrazzavano nello Stato della Chiesa, fra le quali si distingueva il famigerato Marco Sciarra, ne sopravvenne una nuova da oltre i confini: quella di Alfonso Piccolomini, duca di Montemarciano che venne salvato dalla cattura dal granduca di Toscana che lo aiutò a riparare in Francia. Da qui tornato in Italia per tutta riconoscenza, il Piccolomini, evidentemente al soldo dei nemici dei Medici e quindi potendo contare sull'appoggio degli spagnoli attestati nei Presidii, minacciò dalle montagne di Pistoia la Maremma e approfittò della fame causata dalla carestia del 1590 per «sollevare i popoli», e fare «delle scorrerie». Il suo esercito, ingrossato da plebi affamate poteva costituire un vero pericolo per i signori di Firenze, ma i suoi masnadieri non sapevano combattere una vera guerra mantenendo le posizioni conquistate: erano una sorta di "guerriglieri" che alla fine furono sconfitti dai papalini e dalla polizia toscana. Il 16 marzo 1591 Piccolomini mise fine ai suoi intrighi politici con Spagna e Francia, perdendo la testa sotto l'ascia del boia a Firenze.

## La giustizia comunitaria
Per risolvere il grave problema del banditismo, sostenuto dalla feudalità, gli stati italiani reagiscono tutti allo stesso modo con una serie di misure repressive e intimidatorie nei confronti delle popolazioni che si sospetta collaborino più o meno forzatamente con i banditi. Lo stato ancora non ben strutturato nelle sue istituzioni continua ad applicare il criterio medioevale della "giustizia consociativa", comunitaria,  secondo il principio della "responsabilità penale collettiva", nella lotta contro i latrones. Le istituzioni di polizia, soprattutto nei periodi di difficoltà finanziarie, delegavano alle comunità rurali e in genere alle popolazioni, il compito di mantenere sicuro il loro territorio, constata l'inefficienza di soldataglie mercenarie assoldate tra le milizie signorili spesso colluse e complici dei banditi che avrebbero dovuto combattere.

## La guerra ai banditi con le campane e...
(Gregorio XIII Costituzione del 5 luglio 1580)
Il 26 febbraio del 1563 un decreto del viceré del Regno di Napoli imponeva agli amministratori delle terre comunali e feudali in cui si segnalava la presenza di banditi, sotto la minaccia di essere considerati complici, di «convocare gli uomini delle Città, Terre, e Castelle, facendo sonar la Campana in segno che ogni uno pigli l'armi, e vada a perseguitare, pigliare detti fuorusciti, delinquenti, e malfattori».
La chiamata del popolo alla guerra contro i banditi avveniva con il suono della campana ad indicare la presenza di un pericolo, come quando si sviluppava un incendio, che riguardava tutta la comunità ma certo, a parte l'effetto scenografico dei cupi rintocchi della campana a martello, questo non solo non risolveva, com'era naturale, il problema del banditismo ma diffondendo il panico nella popolazione ne accresceva psicologicamente la paura.
L'impotenza dello stato nonostante gli appelli alla comunità alle armi è dimostrato dal fatto che ancora il 7 luglio del 1743 il governo dello stato milanese a seguito di una recrudescenza della criminalità diffusa nel territorio,  causata dalla difficile situazione economica delle campagne, che avevano dovuto subire le conseguenze della guerra di successione austriaca e di epidemie che avevano causato morie di animali, in una grida generale diretta a perseguire vagabondi e mendicanti, autorizzava la gente ad armarsi e a suonare le campane a martello per combattere i latrones. Della inutilità di siffatti provvedimenti scriveva nel 1766 il segretario di governo Fuentes, a seguito di una ispezione nelle campagne del milanese: «Quando si suona la campana non v'ha chi accorra, che per mera curiosità alle finestre, sulle porte, oziosi, scioperati, inermi senza moto, e senza voglia di accorrere al pubblico danno [...] e così udendo una Comunità a suonarsi la campana, da Comunità a Comunità [...] sino ad invadere di timor panico tutta la provincia o il distretto, il che riscaldando l'immaginazione del pubblico, fa de' commenti, delle dicerie, delli sogni, che fan credere ovunque assalti, ovunque ruberie [...] a segno di darsi delle archibugio vicendevolmente gli abitanti e famigli di una stessa osteria poco lungi dalla città senza ombra di assalto o accesso di ladro alcuno».

### Altri "rimedi"
Lo Stato non si peritava di utilizzare altri originali espedienti per contrastare il banditismo: oltre a fare di osti e bettolieri agenti di polizia incaricati di segnalare persone sospette alle autorità, si proibiva per esempio ai calzolai di vendere «scarpe o stivali senza licenza degli offitiali» e si mettevano in atto misure che potevano risultare efficaci, come quelle di assegnare una taglia per chi uccidesse i banditi e la grazia a chi li avesse traditi, assieme ad una serie di originali ritrovati, che probabilmente avevano come sicuro risultato quello di angariare e irretire la popolazione piuttosto che quello auspicato di rendere la vita difficile ai banditi. Osservava Scipione Ammirato un attento testimone del suo tempo:
«[…] è ben necessario, che si pensi a rimedi, e i trovati insino a quest'hora, o rinovati dall'ardente carità, e sollecitudine del presente Pontefice son veramente degni della prudenza degli autori loro il ridur le grascie ne' luoghi murati, non permettere che in campagna si cuoca pane, non si venda polvere ne piombo, non vi sieno calzoni, non maliscalchi, si lievino le vele e i remi dalle barche, si corra all'arme al suono della campana, sieno assegnate le taglie agli ucciditori de malfattori, perdono a loro medesimi e rimunerazioni uccidendo i loro compagni, di che non è rimedio più utile, non si habbia pratica con essi, e altri riguardi bellissimi.».
Lo stesso osservatore Ammirato però notava che la disposizione che imponeva alle popolazioni dei territori infestate dal banditi di dare ricetto e alloggio a loro totale carico (denominato a cartella) alle truppe inviate a combatterlo potevano avere come effetto che :
«Gli alloggiamenti o violenze de soldati non vogliono esser tali: che a colui, il quale ha dar loro ricetto, e spesso da mangiare, paiano un zucchero l'ingiurie ricevute da banditi.».
Per questi motivi non stupisce il fatto che spesso l'influenza dei banditi sulle comunità arrivava al punto di stabilire solide alleanze con i fuorilegge, al punto di schierarsi al loro fianco nel combattere le "truppe di campagna" , le soldatesche regolari che quando la guerra volgeva a loro favore s'incaricavano di saccheggiare e distruggere i villaggi che avessero collaborato con i banditi. Alla fine quello che non avevano provocato i banditi con le loro razzie e ruberie veniva fatto dallo Stato.

## Banditismo nel novecento
Il banditismo,  riemerse in Sicilia dopo lo sbarco degli alleati nel luglio 1943 ed ebbe anche, nel biennio 1945-1946, il sostegno del separatismo siciliano dell'EVIS, che nominò Salvatore Giuliano colonnello. Proseguì fino al luglio 1950, quando fu ucciso il bandito Giuliano, compromesso col potere mafioso nell'isola.
Stesso fenomeno emerse nel secondo dopoguerra anche in Sardegna. L'ultimo assalto, con bombe a mano, a una caserma dei Carabinieri avvenne nel 1959 a Orgosolo.